# صديقة شبابي
صديقة شبابي هو كتاب يضم مجموعة من القصص القصيرة للكاتبة الكندية أليس مونرو، نُشر لأول مرة سنة 1990 عن دار النشر الكندية ماكليلاند وستيوارت. حاز الكتاب على جائزة تريليوم للكتاب في نفس العام.

## قصص
- صديقة شبابي
- خمس نقاط
- مينيستيونج
- امسكني بقوة، لا تدعني أمر
- البرتقال والتفاح
- صور الجليد
- الخير والرحمة
- أوه، ما هو المفيد
- بشكل مختلف
- وقت الشعر المستعار

## صديقة شبابي
صديقة شبابي هي القصة التي تحمل عنوان مجموعة القصص القصيرة للكاتبة الكندية أليس مونرو. تعتمد القصة بشكل كبير على استذكار الساردة لعائلة كانت والدتها المتوفاة قد أقامت معهم في فترة ما قبل زواجها، حين كانت تعمل كمعلمة وتعيش في منزلهم كمستأجرة.

## خمس نقاط
خمس نقاط، هي القصة الثانية ضمن مجموعة صديق من أيام الشباب للكاتبة الكندية أليس مونرو. تدور القصة حول بريندا، وهي امرأة متزوجة تعيش في أونتاريو، وتدخل في علاقة غرامية خارج إطار الزواج. يشاركها صديقها نيل ذكريات من شبابه، حيث اعتاد التردد على محل حلويات في مدينة فيكتوريا، كولومبيا البريطانية، ويحدثها عن أصحاب ذلك المحل .

## مينيستيونج
مينيسيتونغ هي قصة قصيرة ضمن مجموعة صديقة شبابي للكاتبة الكندية أليس مونرو. تبدأ القصة بإشارة إلى ديوان شعر نُشر عام 1873 للشاعرة ألميدا جويت روث. في عام 1854، انتقلت عائلة ألميدا إلى منطقة في أونتاريو كانت آنذاك قيد الاستيطان، حيث ازدهر نشاط والدها التجاري وعاشت العائلة حياة مريحة. بحلول عام 1860، كانت والدة ألميدا وشقيقها وشقيقتها قد تُوفوا، وتُوفي والدها لاحقًا عام 1872.
يروي النص، من خلال سارد غير مُسمى، تفاصيل من حياة روث، حيث كانت لا تزال تقيم بمفردها في منزل العائلة بحلول عام 1879. تظهر في القصة شخصية جارفس بولتر، وهو أرمل انتقل حديثًا إلى منزل مجاور. وعلى الرغم من رغبته الواضحة في الزواج من روث، لم يُتوَّج هذا الاهتمام بزواج. وتُوفيت روث، ثم تُوفي بولتر بعد أقل من عام على وفاتها. 

## امسكني بقوة، لا تدعني أمر
أمسكني بقوة، لا تدعني أمرّ :هي إحدى قصص مجموعة صديق من أيام الشباب للكاتبة الكندية أليس مونرو. تروي القصة حكاية هازل كيرتيس، التي تسافر إلى اسكتلندا، مدعيةً أن الرحلة كانت جزءًا من حلم مشترك مع زوجها الراحل، جاك، على الرغم من أن الأخير لم يكن يرغب في القيام بها.
خلال رحلتها، تتعرف هازل على دادلي براون، رجل معروف بعلاقاته العاطفية المتعددة. من خلال السرد، تنكشف تفاصيل عن حياة جاك، الذي أحبّ نساءً كثيرات في حياته، إلا أن الحرب أثّرت فيه بعمق و"حطمته". في المقابل، يعيش براون حياته متنقلًا بين علاقات رومانسية يمنح من خلالها النساء اللاتي يواعدهن قدرًا من السعادة. 

## البرتقال والتفاح
"البرتقال والتفاح" هي إحدى قصص مجموعة صديق من أيام الشباب للكاتبة الكندية أليس مونرو، ويشير عنوان القصة إلى لعبة تعتمد على اختيار بين عنصرين، تبدأ بخيارات سهلة ثم تصبح أكثر تعقيدًا. تُوضّح إحدى الشخصيات الرئيسية، باربرا زايغلر، مفهوم اللعبة ضمن أحداث القصة.
تتبع القصة مجموعة من الشخصيات، من بينها باربرا، وزوجها موراي، وصديقه فيكتور ساويكي، حيث يجد كل منهم نفسه أمام مفترقات وقرارات تشبه مراحل اللعبة الرمزية. على سبيل المثال، يواجه موراي خيارًا مفصليًا بين متابعة الدعوة والعمل كقس، أو إدارة متجر والده التجاري. كما تسلط القصة الضوء على التوترات العاطفية، إذ يقلق موراي من احتمالية أن تكون زوجته باربرا تميل إلى فيكتور، وهو رجل جذاب بدوره. ومع ذلك، يرفض فيكتور الانخراط في علاقة مع باربرا، نظرًا لأنها زوجة أعز أصدقائه.

## شخصيات المجموعة

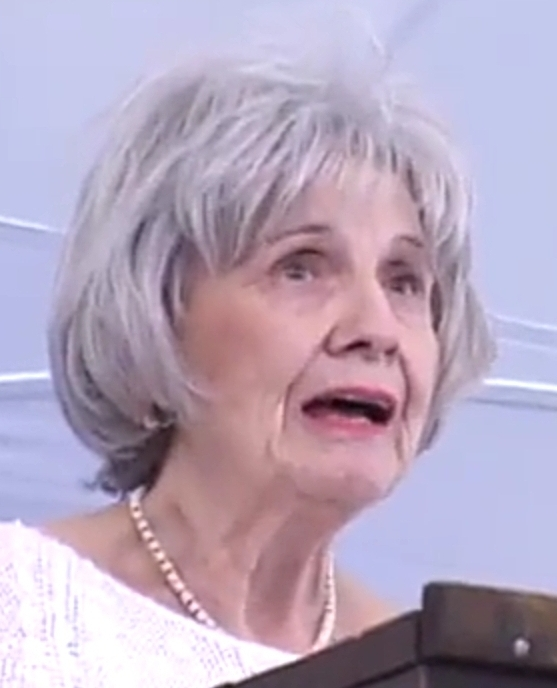
كاتبة المجموعة القصصية

- كاتبة المجموعة القصصيةالساردة في قصة "صديقة شبابي": امرأة تستعيد ذكريات والدتها الراحلة وعلاقتها بعائلة عاشرتهم في شبابها، وتُعيد بناء صورة الأم من خلال منظور شخصي مليء بالحنين والأسئلة غير المحسومة.
- بريندا ونيل في قصة "خمس نقاط": بريندا امرأة متزوجة تدخل في علاقة غرامية خارج الزواج، بينما نيل يشاركها ذكريات شبابه، مما يُبرز تعقيدات العلاقات العاطفية والخيارات الأخلاقية.
- ألميدا روث وجارفس بولتر في "مينيسيتونغ": ألميدا شاعرة تعيش عزلة بعد وفاة أفراد عائلتها، وجارفس أرمل يجاورها ويُظهر رغبة في الزواج منها، لكن العلاقة تبقى معلقة، مما يُجسد الوحدة والخيبة.
- هازيل كيرتيس في "أمسكني بقوة، لا تدعني أمرّ": أرملة تسافر إلى اسكتلندا بحثًا عن ماضي زوجها، وتكتشف جوانب خفية من حياته، مما يُبرز التوتر بين الذاكرة والواقع.
- باربرا وموراي وفيكتور في "البرتقال والتفاح": ثلاثي يتقاطع في لعبة رمزية من الخيارات العاطفية والمهنية، حيث يُجسد كل منهم مفترقًا وجوديًا في حياته.

## اقتباسات من المجموعة
"الناس لا يعرفون أبدًا كيف يعيشون حياتهم، إلا بعد أن تصبح ذكرى." تعكس هذه العبارة قدرة مونرو على التقاط هشاشة الوعي الإنساني، وكيف أن الإدراك الحقيقي يأتي متأخرًا.
"الحب لا يُقاس بما نشعر به، بل بما نفعله حين لا نشعر بشيء." اقتباس يعبّر عن فلسفة عاطفية عميقة، حيث يُختبر الحب في لحظات الفتور أكثر من لحظات الشغف.
"أحيانًا، لا نحتاج إلى الحقيقة كاملة، بل إلى جزء منها يكفينا لنعيش." يبرز هذا القول ميل مونرو إلى تصوير الشخصيات التي تتعايش مع النقص والشك، دون الحاجة إلى يقين مطلق.
"الندم لا يغير شيئًا، لكنه يعلّمنا كيف نكف عن تكرار الألم." اقتباس يعكس الطابع التأملي في قصصها، حيث تتقاطع التجربة الشخصية مع الحكمة المكتسبة.
"الناس لا يتغيرون، بل يكشفون عن أنفسهم شيئًا فشيئًا." تعبير عن فكرة أن الزمن لا يصنعنا بقدر ما يكشف جوهرنا.
"الندم ليس شعورًا نقيًا، بل خليط من الكبرياء والحنين." اقتباس يسلط الضوء على تعقيد المشاعر التي نحملها تجاه الماضي.
"أحيانًا، نحتاج إلى أن نبتعد عن من نحب لنفهم لماذا أحببناهم." تأمل في المسافة كأداة لفهم الذات والعلاقات.

"الذكريات لا تموت، لكنها تتنكر في هيئة أحلام." وصف شاعري لكيفية عودة الماضي إلينا بطرق غير متوقعة.

## الأدب
- لين بلين، منسقو أليس مونرو المشاغبون في "صديقة شبابي" ، في: مجلة القصة القصيرة باللغة الإنجليزية (JSSE)/Les cahiers de la nouvelle ، ISSN 0294-0442، العدد 55 (خريف 2010)، عدد خاص: القصص القصيرة لأليس مونرو.
- ديبورا هيلر، التحرر: المرأة والسرد في رواية صديقة شبابي لأليس مونرو، في: بقية القصة. مقالات نقدية عن أليس مونرو ، تحرير روبرت ثاكر، مطبعة إي سي دبليو، تورنتو 1999.(ردمك 1-55022-392-5) ، ص60–80.

## أسلوب المجموعة
تتميز المجموعة بأسلوب سردي يتسم بالبساطة الظاهرة والعمق النفسي، حيث تُوظف مونرو لغة دقيقة ومقتضبة تكشف عن تعقيدات العلاقات الإنسانية من خلال تفاصيل يومية مألوفة. تعتمد القصص على بنية غير خطية، وتُستخدم فيها تقنيات مثل الاسترجاع الزمني والسرد الداخلي، مما يمنح الشخصيات بعدًا نفسيًا غنيًا. وتُبرز مونرو في هذه المجموعة قدرتها على التقاط لحظات التحول والوعي، خاصة لدى النساء، في سياقات اجتماعية وثقافية متغيرة. كما يتخلل السرد نبرة تأملية هادئة، تُمزج أحيانًا بسخرية خفيفة، مما يجعل المجموعة نموذجًا بارزًا لفن القصة القصيرة المعاصرة في الأدب الكندي

## النقد والاستقبال
حظي كتاب صديقة شبابي لأليس مونرو باستقبال نقدي واسع وإيجابي، حيث اعتُبر من أبرز أعمالها التي تجسد براعتها في فن القصة القصيرة. نالت المجموعة إشادة النقاد لقدرتها على سبر أغوار النفس البشرية من خلال سرد بسيط وعميق في آنٍ واحد، حيث تتناول القصص موضوعات مثل الحب، الفقد، والهوية بأسلوب واقعي يتسم بالهدوء والتكثيف. وقد وصف النقاد هذه المجموعة بأنها "حدث أدبي حقيقي" لما تحمله من قدرة استثنائية على كشف ما هو دفين في العلاقات الإنسانية، مما يعكس مكانة مونرو كـ"سيدة فن الأقصوصة الأدبي المعاصر"، وهو اللقب الذي ارتبط بها بعد فوزها بجائزة نوبل في الأدب عام 2013

## الجوائز
جائزة نوبل في الأدب (2013): مُنحت أليس مونرو جائزة نوبل في الأدب عام 2013 "لإتقانها فن القصة القصيرة المعاصرة".
جائزة بوكر الدولية (2009): حصلت على جائزة بوكر الدولية عام 2009 عن مجمل أعمالها الأدبية.
جوائز جيلر: فازت بجائزة جيلر مرتين، الأولى عام 1998 عن كتاب "حب امرأة طيبة" والثانية عام 2004 عن كتاب "هارب".
جوائز الحاكم العام: حصلت على ثلاث جوائز من الحاكم العام، وهي أعلى الجوائز الأدبية في كندا..